# Oxyopes tuberculatus
Oxyopes tuberculatus är en spindelart som beskrevs av Roger de Lessert 1915. Oxyopes tuberculatus ingår i släktet Oxyopes och familjen lospindlar. Utöver nominatformen finns också underarten O. t. mombensis.